# Boraras micros
Boraras micros là một loài cá trong chi cá trâm Boraras thuộc họ cá chép bản địa của vùng Đông Nam Á. Chúng chỉ phân bố tại hai vùng ở Thái Lan, các tỉnh Udon Thani và Nongkhai. Trước đây thuộc về chi lòng tong Rasbora. Chúng được chuyển sang chi mới cùng với loài Boraras micros kể từ năm 1993 dựa vào hàng loạt khác biệt so với các loài lớn hơn ở chi lòng tong Rasbora, chúng loài nhỏ nhất và mới được mô tả gần đây phân bố hẹp và chỉ được phát hiện tại hai vùng đầm lầy ở Thái Lan.

## Đặc điểm
Boraras micros loài nhỏ nhất trong chi Boraras, chúng cư ngụ trong các đầm lầy và bờ bụi thủy sinh rậm rạp. Chúng không lưỡng hình giới tính. B. maculatus, B. brigittae và B. merah có quan hệ gần với nhau hơn là với các loài B. micros hay B. urophthalmoides. Boraras micros hiếm khi xuất hiện ngoài thị trường cá cảnh và nếu có yêu cầu thì loài được bán thường là Boraras "micros red".
Kích thước tối đa của chúng là 13 mm. Màu sắc chúng màu nâu ô-liu, có đốm tương tự B. maculatus nhưng nhỏ hơn nhiều. Loài này không có mảng đen ở cạnh trước vây lưng và vây hậu môn như tất cả các loài được mô tả khác. Có thể nhận biết Boraras micros bằng việc thiếu vắng hoàn toàn hắc sắc tố trên vây lưng và vây hậu môn, màu nâu ô-liu và kích thước nhỏ bé.